# Delta Force 2 (jeu vidéo)
Pour les articles homonymes, voir Delta Force (homonymie).
Pour le film, voir Delta Force 2: The Colombian Connection.
Delta Force 2 est un jeu vidéo de tir tactique développé et édité par NovaLogic, sorti en 1999 sur Windows.

## Accueil
- GameSpot : 8,2/10[1]
- IGN : 7,5/10[2]